# Såpbubbla

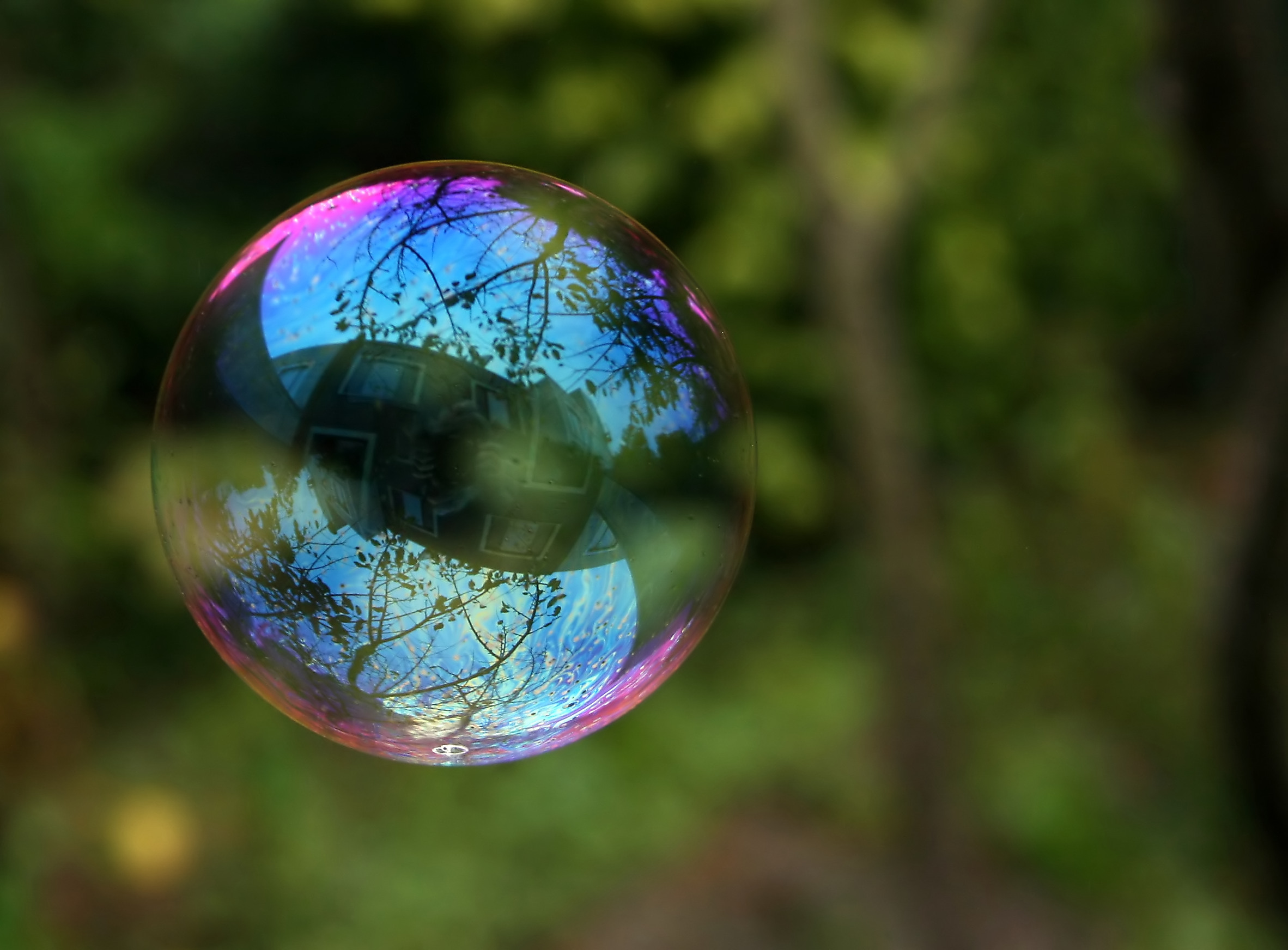
Såpbubbla.

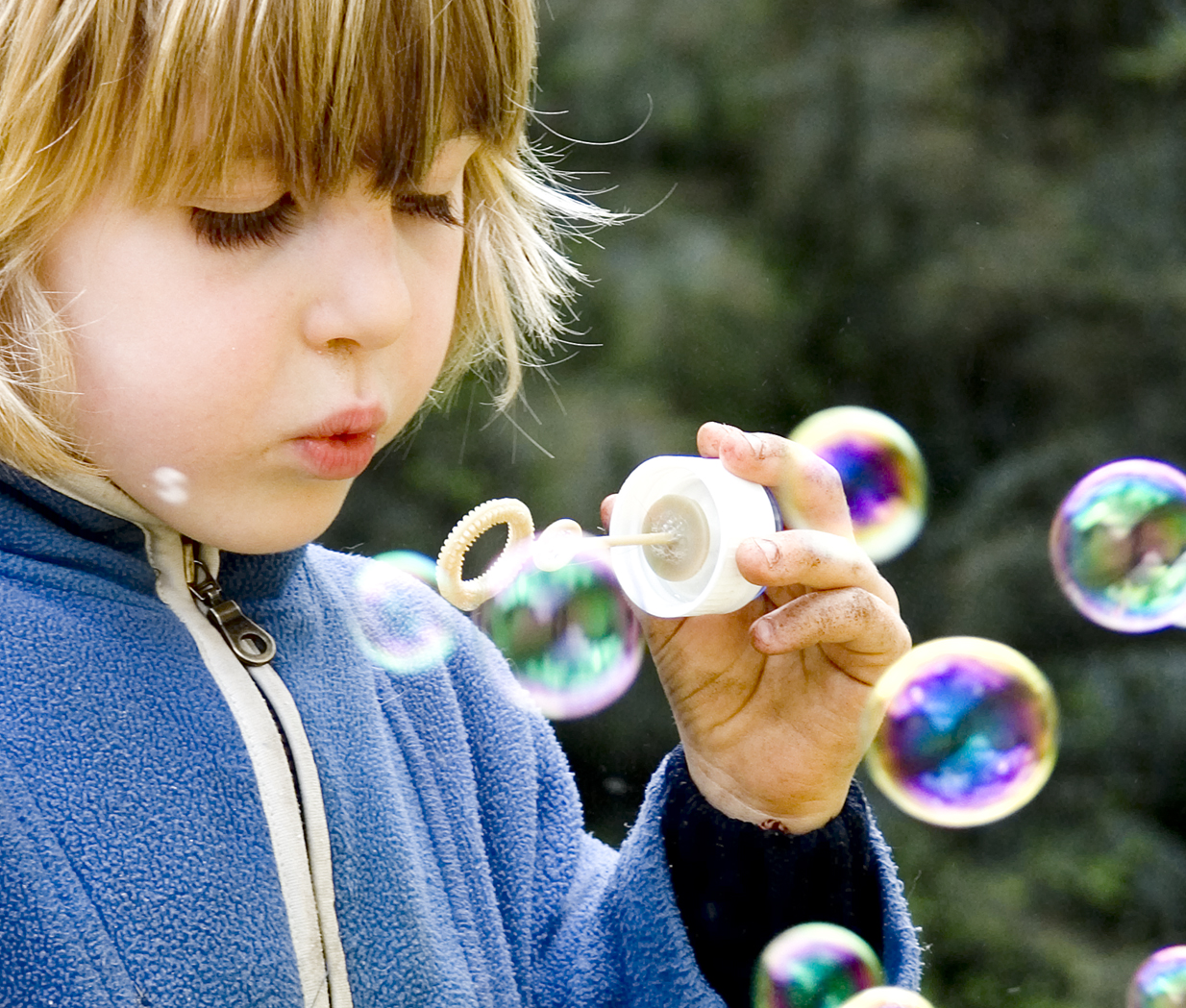
Ett barn blåser såpbubblor.

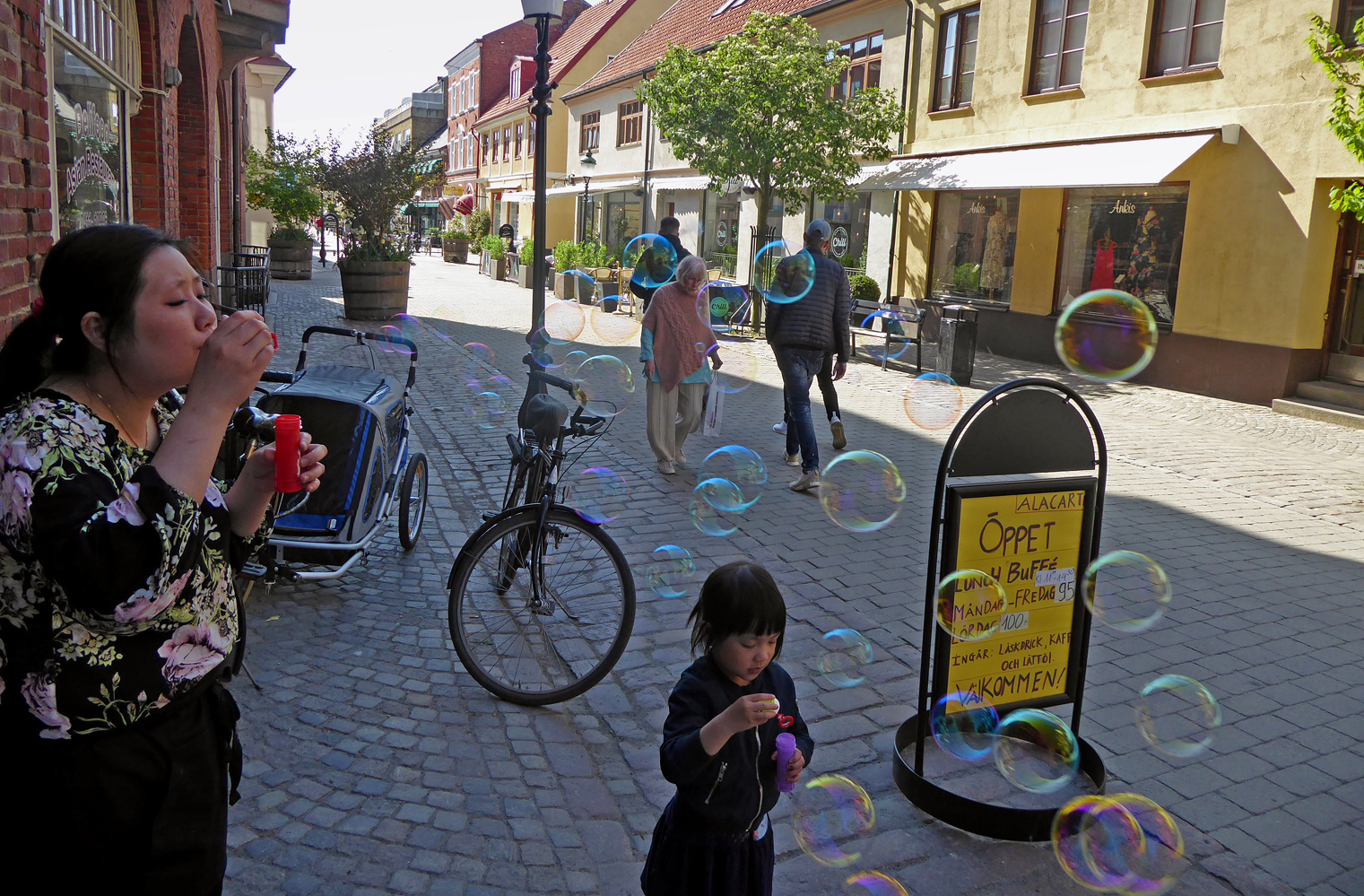
En kvinna och ett barn blåser såpbubblor. Ystad 2018.

En såpbubbla är ett tunt skikt av såpvatten som är fylld med luft. Hela objektet är sfäriskt. Såpbubblor används främst som leksak. Såpbubblor framställs genom att i vatten tillsätta diskmedel eller glycerol som sänker vattnets ytspänning så att ytskiktet blir mer elastiskt. Det möjliggör att man kan blåsa stora och förhållandevis hållbara bubblor via en ögla som doppas i vätskan. Ofta framträder färger i såpbubblor, vilket kallas irisering.

## Såpbubblekonstnärer
- Tom Noddy, författare till Bubble Magic,[1][2],
- Keith Michael Johnson [3][4],
- Fan Yang[5],
- Louis Pearl[6],
- Reinhold Leppert[7],
- Craig Glenday[8],
- John Erck[9][10],
- Jonatan Staaf[11].